# Tremplin Italia
Le Trampolino Italia est un tremplin de saut à ski situé à Cortina d'Ampezzo, en Italie. Il a été utilisé pour les Jeux olympiques d'hiver de 1956.
Son HS est de 100 mètres. Le record du plus long saut est détenu par le Norvégien Roger Ruud. Il a sauté à 92 mètres en 1981. La capacité de spectateurs est de 43 000.